# Lycodes hubbsi
Lycodes hubbsi är en fiskart som beskrevs av Matsubara, 1955. Lycodes hubbsi ingår i släktet Lycodes och familjen tånglakefiskar. Inga underarter finns listade i Catalogue of Life.